# O Massacre do Alto do Leitão
O Massacre do Alto do Leitão, também conhecido como o fuzilamento do Alto do Leitão, foi um massacre de presidiários ligados ao cangaço em 5 de janeiro de 1928 em Barbalha, Ceará. Na década de 1920, os coronéis do sertão nordestino mantinham verdadeiros pontos de apoio em suas fazendas aos bandos de cangaceiros. Dentre estes grupos, estavam os Irmãos Marcelino, do qual fazia parte Lua Branca. 
Poucos dias antes do primeiro aniversário do Fogo das Guaribas, Brejo Santo, outro crime cometido pela polícia militar do Ceará, José Antônio do Nascimento, sargento da força pública cearense, foi enviado de Fortaleza para retirar da cadeia, a época situada no Palácio 03 de Outubro, hoje Escola de Saberes de Barbalha, o cangaceiro Lua Branca, que se encontrava preso, e mais cinco prisioneiros, com a justificativa de transferi-los para Fortaleza, onde aguardariam julgamento. Na localidade de Alto do Leitão, caminho para o Crato, o sargento ordenou a parada da tropa e mandou os prisioneiros começarem a cavar suas próprias covas e, em seguida, ordenou o fuzilamento.

## Contexto histórico
A República Velha no Ceará é marcada por concílios políticos, as votações de cabresto, e a voz de mando de coronéis e seus aliados. Os fuzilados do Alto do Leitão, o Fogo das Guaribas, o Caldeirão da Santa Cruz do Deserto, e muitos outros casos, são exemplos claros da força do poder privado sobre a coisa pública. como a memória dos miseráveis sepultados naquelas paragens, pois são fatos como esse, que nos ajudam a entender as estruturas políticas do Brasil na República Velha e no Império, sendo fontes importantes para compreender o mandonismo, o coronelismo, e o cangaço, e principalmente, para entender o Brasil de hoje.
A prisão de cangaceiros costumava culminar em assédio da imprensa, e na coleta de testemunhos que poderiam incriminar figuras importantes do cenário econômico e político, dessa forma, ocorriam mortes como queima de arquivo, feita pelo braço armado do Estado do Ceará, a serviço desses interesses privados.
O balanço final da operação conduzida pelo Sargento Nascimento, designado ao Crato especialmente para tratar desse caso, foi de tamanho vexame que irritou Demócrito Rocha, fundador do O Povo, e profundo conhecedor das estruturas políticas do Cariri.
Após levantamentos posteriores, foi descoberto que a maioria das vítimas não eram cangaceiros, e sim vaqueiros, agricultores ou trabalhadores, que em algum momento tiveram seus caminhos cruzados pelos Irmãos Marcelinos, e por isso presos.

## Vítimas
- João Gomes
- Joaquim Gomes
- Lua Branca
- Pedro Miranda
- Manoel Toalha – cidadão comum, que possuía esse apelido em virtude de vender pães e utilizar uma toalha na cabeça, para alivia a incidência do sol sobre seu corpo, e o peso do balaio. Sazonalmente, Manoel era recrutado para entregar bilhetes para os cangaceiros.[1]

## Assassinos

#### Comando
- José Antônio do Nascimento – 2º Sargento e comandante da volante,
- Joaquim Duarte Grangeiro – Cabo de esquadra,
- Marçal Loureiro Ribeiro – Anspeçada.

#### Soldados
- Epitácio Furtado de Figueiredo,
- Francisco Furtado Landim,
- José Francisco Alves,
- José Rufino,
- José Manoel do Nascimento,
- Manoel Antônio dos Santos,
- José Rodrigues de Oliveira,
- Alfredo José de Castro,
- Manoel José Pereira.

#### Rastejadores
- Manoel Joaquim do Nascimento,
- João Pereira de Souza,
- José Telles da Rocha.